# Ammara Siripong
 (octobre 2019).
Ammara Siripong ou Amara Siripong ou Som Amara (thaï : อมรา ศิริพงษ์ ou ส้ม อมรา), née le 21 novembre 1974 dans la province de Ang Thong, est une chanteuse et actrice thaïlandaise.

## Discographie
- 2007 : Play Girl
- 2012 : Shake It Baby

## Filmographie
- 2016 : Time Rush
- 2012 : Kill 'em All
- 2008 : Chocolate